# Musonius luctuosus
Musonius luctuosus är en skalbaggsart som beskrevs av Leon Fairmaire 1902. Musonius luctuosus ingår i släktet Musonius och familjen långhorningar.
Artens utbredningsområde är Madagaskar. Inga underarter finns listade i Catalogue of Life.